# Политические партии Грузии
Список политических партий Грузии представляет собой перечень политических партий и движений, зарегистрированных как юридические лица публичного права в Министерстве юстиции Грузии согласно статье 1509 Гражданского кодекса Грузии, принятого 26 июня 1997 года и вступившего в силу с 25 ноября 1997 года. В данной версии гражданского закона впервые в Грузии были законодательно упомянуты юридические лица публичного права, а также впервые были утверждены нормы, определяющие принципы участия юридических лиц публичного права в гражданско-правовых отношения.
По состоянию на январь 2012 года в Министерстве юстиции Грузии было зарегистрировано 216 политических партий и движений. 
По данным Национального агентства публичного реестра Грузии по состоянию на 2019 год, в стране действуют 238 партий.
Список упорядочен по регистрационному номеру партии (а следовательно и по дате регистрации). Русскоязычные названия приведены в соответствии с их упоминанием в российских и грузинских русскоязычных СМИ.

## История

### В составе Российской империи (1870—1917)
Развитие капитализма в 19-м веке в Грузии обусловливало усложнение социальной структуры грузинского общества, тем самым закладывая основу для появления политических организаций. Основными двумя течениями в зарождавшейся политической жизни региона были национализм и социализм, в свою очередь породившие несколько направлений.
Несмотря на то, что ещё в 60-х годах XIX века в Грузии фактически уже существовало национальное движение, связываемое в первую очередь с именем Ильи Чавчавадзе и группой студентов-грузин Петербургского университета, первые политические организации создали социалисты, набравшие популярность к 70-м годам XIX века.

#### Социалисты
В 1892—1893 годах социал-демократы создали первую грузинскую социал-демократическую организацию «Месаме-даси» и выработали свою программу. Изначально её участники придерживались идей западноевропейского социал-демократического течения, но постепенно начали переходить на позиции российских социал-демократов. В 1901—1903 годах месамедасисты окончательно перешли под влияние русской социал-демократии. Один из их ярких представителей, Ной Жордания, изначально выступавший за проведение реформ, стал убеждённым сторонником классовой борьбы и революции.
Однако, если «Месаме даси» пыталась сохранить самостоятельную грузинскую социал-демократическую организацию, то другая группа революционных социал-демократов, среди которых были Иосиф Джугашвили и Владимир Кецховели, придерживались противоположной точки зрения. В 1901 году они отделились от «Месаме даси», образовав свою организацию «Даси», в рамках которой они стремились объединиться с российской социал-демократической партией.
В 1903 году в Тифлисе состоялся I съезд социал-демократических организаций Закавказья, на котором по инициативе Ленина и Плеханова был создан Кавказский Союз РСДРП. «Месаме даси», выступавшая против этого союза, не смогла воспрепятствовать созданию этого союза, и после вхождения грузинских социал-демократов в РСДРП, прекратила своё существование. Юридически это было оформлено на втором съезде РСДРП, состоявшегося в том же году. На этом съезде произошёл раскол социал-демократов на две фракции — «большевиков» и «меньшевиков», что породило аналогичное разделение и среди грузинских социал-демократов. Начиная с 1903—1904 годов обе фракции выступали резко против национальных движений в Грузии.
Помимо социал-демократии в Грузии на тот момент имелось ещё несколько политических направлений в социализме. Так, например, в 1901 году сформировалась организация эсеров как результат объединения неонароднических кружков. Однако, в Грузии данная организация большого влияния приобрести не смогла. Ещё одной партией социализма стали грузинские анархисты, отрицавшие государственность. По их мнению, социалистический строй мог быть установлен лишь через ликвидацию государственности. Идеологами грузинского анархизма стали возвращавшиеся из европейской эмиграции Варлаама Черкезишвили, Георгия Гогелия и Михаил Церетели. Однако, и эта партия заметного влияния не получила.

#### Национал-демократы
В 1900 году вокруг новой газеты «Цнобис пурцели» («Страница новостей») сложилась сообщество, ставящее перед собой целью восстановление государственности Грузии. Для формирования собственной партии был избран Главный комитет, в состав которого вошли Арчил Джорджадзе, Георгий Ласхишвили, Георгий Деканозишвили и другие. Вскоре в Париже при содействии Джорджадзе, Деканозишвили и грузинской диаспоры во Франции стала выходить независимая газета национально-политического направления «Сакартвело» («Грузия»), которая затем нелегально распространялась в Грузии.
В 1904 году в Женеве открылась «Первая конференция грузинских революционеров», объединившая грузинских представителей национально-политического и революционных течений, проживавших за рубежом. В ходе конференции было принято постановление о требовании автономии Грузии в пределах демократической России, а также решение о создании партии грузинских социалистов-федералистов. По сути, эта партия стала первой полноценной политической организацией национального направления, но при этом весьма умеренного национализма с большим влиянием идей социализма. Главной целью партии было восстановление государственности Грузии на основе национально-территориальной автономии в пределах Российского государства.
В 1905 году широкое распространение социального движения сподвигло национал-демократов (которые до этого также входили в группу «Цнобис пурцели») к созданию собственной партии. Однако неблагоприятная политическая обстановка (поражение революции 1905—1907 годов, борьба социал-демократии против автономии и национального движения) и смерть Ильи Чавчавадзе задержали активную политическую деятельность грузинских национал-демократов.
В 1909—1910 годах появилась несколько новых групп национал-демократов, одна из которых объединилась вокруг журнала «Эри» («Нация»), другая в 1912 году основала журнал национал-демократического направления «Клде» («Скала»). Именно в редакции журнала «Клде» собралось основное ядро партии и начало работу над программными вопросами. В том же 1912 году грузинские националисты создали организацию «Союз защиты прав грузинского народа» для пропаганды в странах Европы идеи независимости Грузии. Часть национал-демократов, находившаяся в эмиграции, в 1913 году основала группу «Свободная Грузия» и издавала журнал с одноимённым названием. Примерно в этот же период в Женеве был создан «Комитет независимости Грузии», после начала Первой мировой войны продолживший свою деятельность в Берлине.
| Название       | Грузинское название | Период существования | Примечания |
| -------------- | ------------------- | -------------------- | ---------- |
| «Пирвели-даси» |                     | 1861-                |            |
| «Меоре-даси»   |                     | 1877-                |            |
| «Месаме-даси»  | მესამე დასი         | 1894-                |            |

### Грузинская Демократическая Республика (1918—1921)
После объявления Грузией своей независимости несмотря на появление многочисленных политических течений к власти пришла Социал-демократическая партия Грузии, создав однопартийное правительство. 

Состав Учредительного собрания Грузии. Большинство — меньшевики социал-демократы

Учредительное собрание Грузии было избрано на свободных и прямых выборах, состоявшихся с 14 по 17 февраля 1919 года, для ратификации Акта о независимости и принятия Конституции Республики. На выборах боролись 15 политических партий, и их результаты стали триумфом Социал-демократической партии (меньшевиков) и её лидеров. Они получили 109 мест из 130 в Учредительном собрании. Национально-демократическая партия Грузии (НДП) получила 8 мест, Социал-федералистская партия Грузии (СФС) — 8 и Социалистическо-революционная партия Грузии (СРС) — 5 мест, образовав соответственно четыре основные фракции и две дополнительные фракции — Национальную партию и Дашнакцутюн.
Ситуация изменилась после присоединения Грузии к Советской России, когда к власти пришли большевики. В первой половине 1921 года лидеры СДПГ эмигрировали, и в августе 1923 съезд СДПГ заявил о самороспуске партии, хотя во Франции и продолжило существование (с 1921 года) «Заграничное бюро» партии. Согласно мирному договору 1920 года, в Грузии были легализированы коммунистические, и в частности, большевистские организации. Примерно в это же время была создана и Коммунистическая партия Грузинской ССР, во время выборов в советы (проводившихся в конце 1921 года) получившая наибольшее количество голосов.
В апреле-мае 1922 года был создан новый «Комитет независимости Грузии» (т. н. «Паритетный комитет»), в который вошло по одному представителю социал-демократической партии, национал-демократической партии, партии социалистов-федералистов, партии социалистов-революционеров (эсеров) и независимой социал-демократической партии «Луч».

### Грузинская ССР (1921—1991)
В советский период в Грузии в соответствии с конституцией СССР 1936 года действовала однопартийная система, определявшая исключительное существование лишь Коммунистической партии Грузии.
Мартовские события 1956 года дали возможность грузинским националистам, пребывавшим в то время на нелегальном положении, привлечь сторонников в свои ряды. В 50-е годы было создано несколько националистических организаций. В 1954 году Звиад Гамсахурдия вместе с Мерабом Коставой основали подпольную молодёжную организацию «Горгаслиани», члены которой печатали антисоветские прокламации и нелегально их распространяли. Позднее, за подобную деятельность все члены организации были арестованы. Ещё одной заметной националистической организацией стала «Сигнахская молодёжная гвардия», созданная в Сигнахи в 1956 году. Организация вскоре переместилась в Тбилиси, приобретя ещё больше сторонников. Нелегально ею было издано несколько номеров журнала «Струны» («Симеби»). Нелегальные националистические организации создавались и в последующие 60-е годы. Так, например, в Тбилиси сформировался «Союз борцов за свободу и независимость Грузии», основу которой составила радикально настроенная молодёжь.
Подписание Хельсинкских соглашений обусловило появление первых официальных диссидентских организаций. В 1976 году в Грузии была создана «Инициативная группа по защите прав человека», которая в том же году основала «Хельсинкскую группу», став первой легальной оппозиционной организацией в Грузии, в который входили: Звиад Гамсахурдиа, Мераб Костава, Виктор Рцхиладзе, Бего Бежуашвили и другие. В 1976 году «Хельсинкская группа» Грузии выпустила первый номер журнала «Сакартвелос моамбе» под редакцией Звиада Гамсахурдиа. В 1977 году Звиад Гамсахурдиа и Мераб Костава были арестованы и преданы суду. В январе 1978 г. был арестован и Виктор Рцхиладзе, которого тоже судили за «антисоветскую деятельность».(ср. Андрей Амальрик, Записки диссидента, Ардис 1982, стр. 345 Архивная копия от 11 января 2019 на Wayback Machine)
Позднее, в 1989 году группа была переименована в «Хельсинкский Союз» и стала политической партией Звиада Гамсахурдии.
Гласность, объявленная Михаилом Горбачёвым, привела к формированию политических групп и организаций, имевших различные политические цели и направления. Одной из первых политических организаций в Грузии советского периода стало «Общество Ильи Чавчавадзе», основанное в 1987 году. Задачей общества была борьба за освобождение Грузии, за демократию и создание капиталистической экономики. Многие деятели «Общества Ильи Чавчавадзе» в дальнейшем основали собственные политические партии. В 1988—1989 годы появилось множество партий: «Партия национального равноправия», «Партия национальной независимости Грузии», «Народный фронт Грузии», «Общество Ильи Праведного», «Общество Шота Руставели», «Общество зеленых Грузии» и другие. Кроме того, получили возможность легальной деятельности некоторые политические партии, созданные ранее: «Республиканская партия», «Национал-Демократическая партия» и другие. Однако, несмотря на то, что в общей сложности эти партии объединяли около 3 тысяч человек, эти партии надлежащим образом зарегистрированы не были. Примерно в то же время создаётся и «Загранбюро Национально-демократической партии Грузии», которую возглавил выехавший в США неоднократно судимый Гудава.
После митингов 1989 года, организованных лидерами грузинского национального движения во главе с Звиадом Гамсахурдиа, Мерабом Костава, Ираклием Церетели и Георгием Чантурия, оппозиционные политические партии образовывают «Комитет Национального Спасения», в который вошли: «Хельсинкский Союз» (председатель Звиад Гамсахурдиа), «Национал-Демократическая партия» (Георгий Чантурия), «Монархическая партия» (Темур Жоржолиани), «Союз Национального равноправия» (Ираклий Шенгелая) и «Партия Национальной независимости» (Ираклий Церетели). Одной из главных задач «Комитета Национального Спасения» являлся поэтапный выход Грузии из состава Советского Союза и восстановление независимости.
В марте 1990 года в Тбилиси состоялась Чрезвычайная конференция различных политических партий и организаций Грузии, в рамках которой был создан «Национальный Форум», предназначенный для руководства национальным движением. Однако, «Форум» вскоре распался. Сторонники Звиада Гамсахурдиа образовали новое политическое объединение (в дальнейшем — блок «Круглый стол—Свободная Грузия»). В данное объединение вошли: «Хельсинкский Союз Грузии», «Общество Святого Ильи Праведного», «Общество Мераба Костава» (Важа Адамия), «Союз грузинских традиционалистов» (Акакий Асатиани), «Национальный Фронт — Радикальный Союз» (Руслан Гонгадзе), «Национально-Либеральный Союз». Оставшиеся в «Национальном Форуме» политические партии и организации в мае 1990 года под руководством Георгия Чантурия и Ираклия Церетели созвали «Национальный Съезд Грузии» и приняли решение о проведении выборов Национального Конгресса, которые состоялись в том же, 1990 году. Сформированный Национальный Конгресс выдвинул требования о выводе из Грузии российских оккупационных войск, упразднении органов советской власти и восстановлении независимости Грузии. Несмотря на то, что требование Национального Конгресса руководством СССР было отклонено, участники конгресса смогли добиться проведения многопартийных выборов. И в октябре 1990 года проходят выборы в Верховный Совет Грузинской ССР, на которых одерживает победу националистический блок «Круглый стол — Свободная Грузия» Звиада Гамсахурдиа, в первую очередь занявшегося ликвидацией советского строя в Грузии.

### Независимая Грузия (с 1991)
В 1992 году в результате военного переворота к власти приходит Эдуард Шеварнадзе. Приход Шеварнадзе к власти был осуществлён при помощи националистической организации «Мхедриони», основанной Джабой Иоселиани в 1989 году и распущенной Шеварнадзе в 1995 году.
Летом-осенью 1993 года была создана партия из сторонников Шеварднадзе «Союз граждан Грузии» (СГГ), на учредительном съезде которой Шеварнадзе был избран председателем партии. В результате прошедшей Революции роз Эдуард Шеварднадзе сложил полномочия, и руководство страной перешло к оппозиционерам во главе с Михаилом Саакашвили.

## Список партий

### 1 — 5
| №    | Дата регистрации | Название                                         | Грузинское название                                           | Период существования                      | Лидер            | Примечания |
| ---- | ---------------- | ------------------------------------------------ | ------------------------------------------------------------- | ----------------------------------------- | ---------------- | --- |
| 000  | 26 декабря 1997  | Народно-демократическая партия                   | სახალხო დემოკრატიული პარტია                                   |                                           |                  | В июне 2004 года партия в составе блока «Сильная Аджария — для единой Грузии» участвовала в выборах в Верховный Совет Аджарии.                                                       |
| 0002 | 23 января 1998   | Союз демократического возрождения Грузии         | დემოკრატიული აღორძინების კავშირი                              | 1992 — 2004 (факт.) / наст. время (форм.) | Аслан Абашидзе   | Партия фактически распалась после Аджарского кризиса. |
| 0003 | 23 января 1998   | Независимая социал-демократическая партия Грузии | საქართველოს დამოუკიდებელი სოციალ-დემოკრატიული პარტია          | неизв. вр. — 27 мая 2003                  | Давид Ломидзе    | В 2000 году Ломидзе возглавлял «Альянс в поддержку демократического и достойного проведения президентских выборов», объединивший 15 организаций, поддерживающих Эдуарда Шеварднадзе. |
| 0004 | 23 января 1998   | Движение «Чкондидели»                            | საქართველოს თავისუფლებისა და ერთიანობის მოძრაობა «ჭყონდიდელი» |                                           | Джемал Гамахария | |
| 0005 | 23 января 1998   | Национально-демократическая партия Грузии        | ეროვნულ-დემოკრატიული პარტია                                   | 30 августа 1988 — наст. вр.               | Бачуки Кардава   | |

## Имеющие бюджетное финансирование в 2016-2020
Бюджетное финансирование законодательство предоставляет тем партиям, которые на последних парламентских, а также местных выборах набрали хотя бы 3% голосов избирателей самостоятельно или в составе избирательного блока. Размеры финансирования также определяются и в соответствии с созданием в Парламенте фракции членом партии, участвовавшей в парламентских выборах. 
7 партий могут иметь места в Центральной избирательной комиссии
Этими партиями, по распоряжению председателя ЦИК, являются: 
- «Грузинская мечта — Демократическая Грузия», годовое финансирование которой составляет 2 082 238 лари;
- Национальное движение – 1 122 526 лари;
- Демократическое движение Нино Бурджанадзе – 997 037 лари;
- объединившаяся в блок с Национальным движением на парламентских выборах партия «Европейская Грузия» - 895 726 лари;
- Альянс патриотов Грузии – 744 008 лари; находившаяся в блоке с Национальным движением на местных выборах в 2014 году
- Христианско-консервативная партия – 598 698 лари;
- партия Промышленников – 536 572 лари.

Кроме того, 12 партий также могут иметь бюджетное финансирование:
- Лейбористская партия – 472 812 лари;
- Демократическое движение – Единая Грузия – 241 625 лари;
- Консервативная партия (которая в парламентских выборах участвовала не самостоятельно, а по списку Грузинской мечты, но на местных выборах была в блоке тогдашней правящей коалиции) – 236 572;
- Республиканская партия – 236 572 лари;
- Национальный форум – 236 572 лари;
- партия Пааты Бурчуладзе «Государство ради народа» и ее партнёр по избирательному блоку партия Георгия Вашадзе «Новая Грузия», которые получили на парламентских выборах 3,45% голосов – каждая получит 195 511 лари;

Входившие в избирательный блок с Альянсом патриотов пять партий: 
- Традиционалисты,
- Свободная Грузия Кахи Кукава,
- партия Свобода,
- Политическое движение силовых ветеранов и патриотов Грузии,
- Новые христиан-демократы по 87 024 лари каждая ежегодно из государственного бюджета.